# Dune di Campomarino

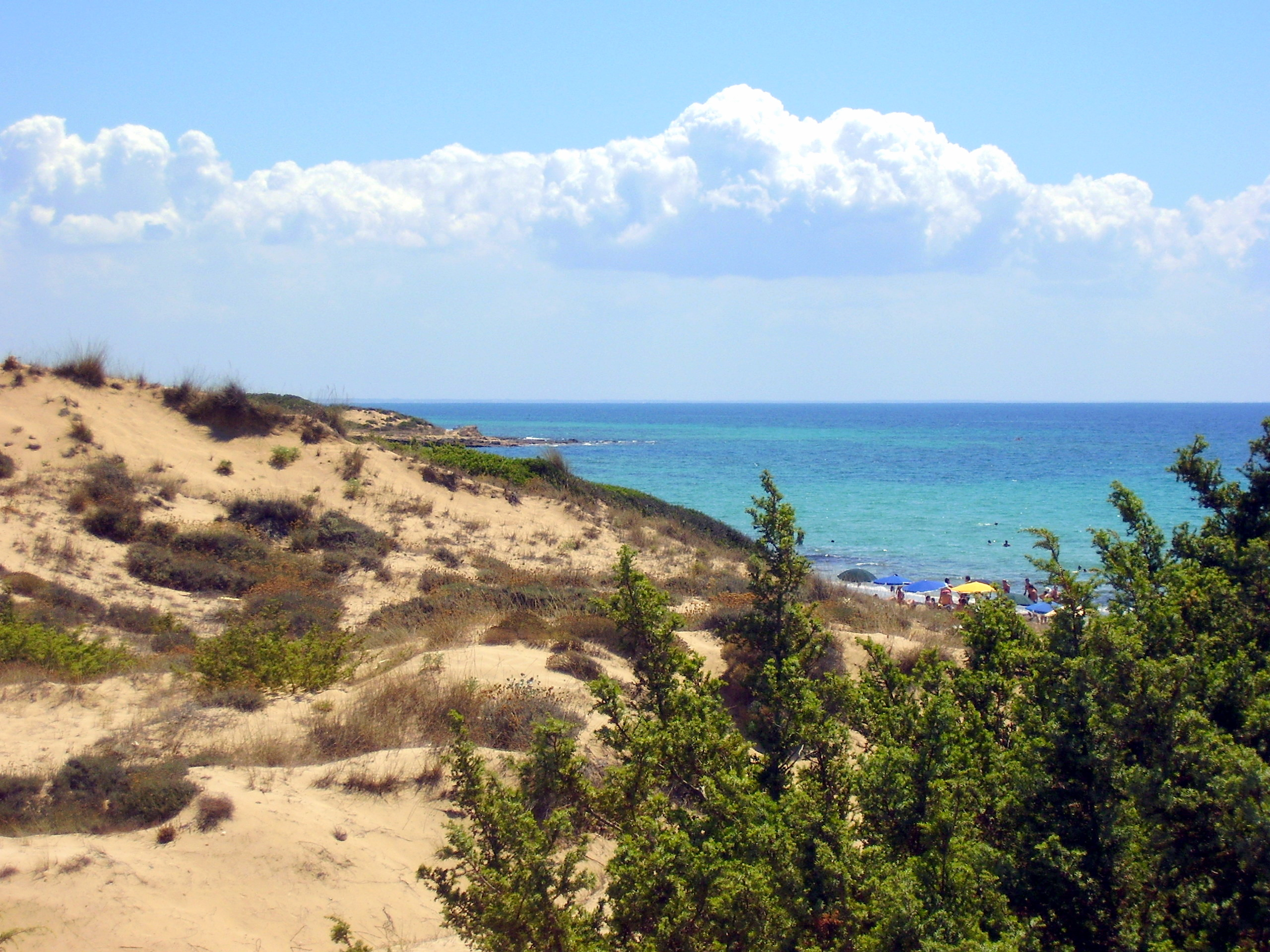
Le dune di Campomarino

Le Dune di Campomarino sono un complesso di dune della provincia di Taranto situate lungo la costa del comune di Maruggio, accanto alla sua frazione di Campomarino.
Le dune, estese per 41 ettari ed alte fino a 12 metri s.l.m. si sono originate circa 7500 - 3300 anni fa e sono alcune delle meglio conservate in Italia.
Grazie alla loro esposizione perfettamente a sud hanno sviluppato una rigogliosa macchia mediterranea, come arbusti di ginepro coccolone e ginepro fenicio e, nelle parti più degradate, gariga a timo e elicriso. Nelle rupi a picco sul mare si trovano anche il limonio virgato e il finocchio marino.

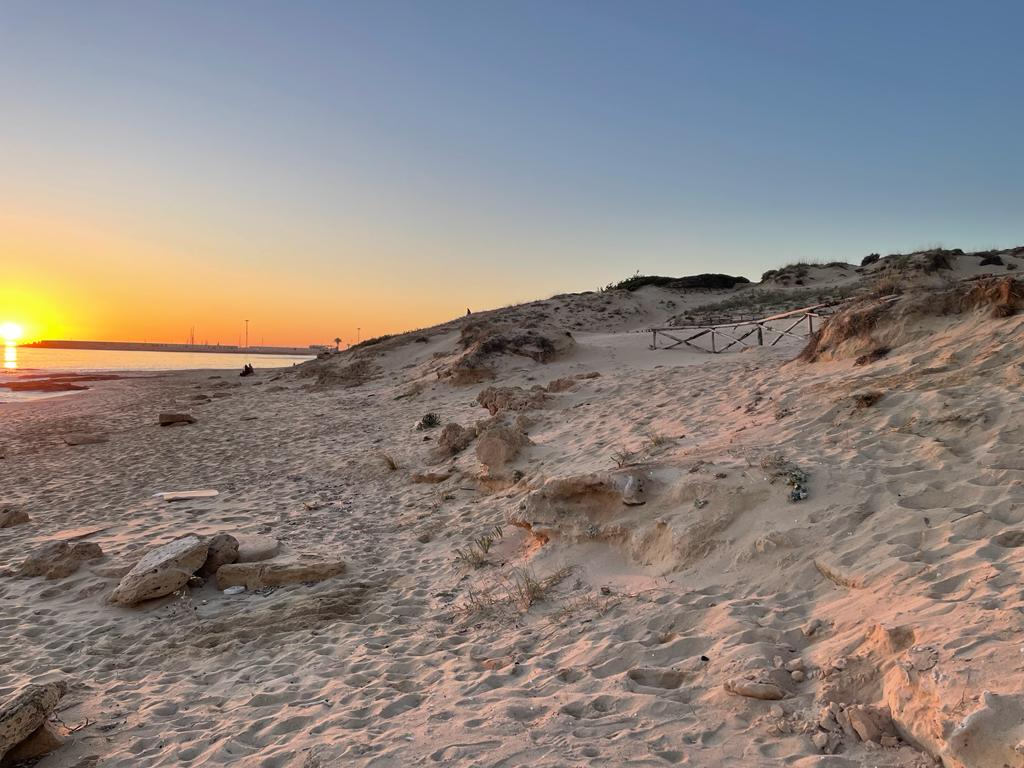
Dune al tramonto

In questo tratto di costa, nei giorni limpidi, dai punti più alti delle dune è visibile il massiccio della Sila, quello del Pollino, Porto Cesareo fino ad arrivare a Gallipoli.
Negli ultimi decenni del Novecento le dune hanno perso parte del loro originario fascino, a causa della costruzione della strada Litoranea Salentina che ha provocato lo spianamento di alcune dune alte fino a 20 metri un tempo. L'ambiente delle dune è stato anche compromesso a causa dell'abusivismo edilizio incalzante nello stesso periodo. Nonostante ciò, l'ambiente resta sempre uno dei meno antropizzati del litorale ionico salentino.
Da pochi anni sono un sito di interesse comunitario. Vi è stato creato il "Parco delle dune di Campomarino", proposto dal giugno 1995, la cui area protetta si estende lungo tutta la costa del comune di Maruggio e comprende l'habitat prioritario delle "dune grigie".
Nel giugno 2010 un incendio ha distrutto parte della macchia mediterranea presente nella riserva.